# Platygaster exiguae
Platygaster exiguae är en stekelart som beskrevs av Fouts 1926. Platygaster exiguae ingår i släktet Platygaster och familjen gallmyggesteklar. Inga underarter finns listade i Catalogue of Life.